# Vallentuna Hockey
Le Vallentuna Hockey est un club de hockey sur glace de Vallentuna en Suède. Il évolue en Hockeyettan, troisième échelon suédois.

## Historique
Le club est créé en 1947.

## Palmarès
- Aucun titre.